# Herschel Grynszpan
Herschel Feibel Grynszpan (en alemán: Hermann Grünspan; Hannover, República de Weimar 28 de marzo de 1921-fallecido entre 1943 y 1945) fue un judío polaco nacido en la República de Weimar, probablemente asesinado en la cárcel de Magdeburgo. El 7 de noviembre de 1938 atentó en París contra el diplomático alemán Ernst vom Rath, que falleció dos días más tarde a causa de las heridas. El hecho sirvió de pretexto al régimen nazi alemán para que se produjese la Noche de los cristales rotos.

## Infancia y juventud
Fue hijo de padres judíos polacos, de nacionalidad polaca. El padre, Sendel Grynszpan, era sastre y se casó con Ryfka Silberberg. Grynszpan tenía dos hermanos, Markus o Mordechai (nacido el 29 de agosto de 1919) y Esther (nacida el 31 de enero de 1916). La familia se había trasladado en abril de 1911 del Zarato de Polonia a Hanóver, asentándose en la Burgstraße 36.
En Hánover se hizo miembro del grupo sionista Misrachi y del club deportivo Bar-Kochba. En los primeros dos años del gobierno nazi, la discriminación de los judíos en Alemania había tomado formas muy concretas, con el boicot a los judíos, la Ley para la restauración del funcionariado civil profesional, que prohibía el funcionariado para los judíos, la Ley contra la masificación de las escuelas y universidades alemanas, que equivalía a la expulsión de los judíos de escuelas y universidades, y otras leyes similares. Grynszpan finalizó en 1935 la escuela primaria (Volksschule) y, con la ayuda financiera de su familia y la comunidad judía de Hanóver, fue a estudiar en la escuela rabínica (yeshivá) situada en la Christgasse 6 en Fráncfort, donde aprendió hebreo y la Torah. Evidentemente esta educación no le satisfacía, ya que interrumpió sus estudios tras once meses.
De vuelta a Hanóver, no encontró ningún puesto de aprendiz, ni trabajo. Trató de emigrar a Palestina, pero le fue denegado el permiso por ser demasiado joven, y debía esperar un año.

## Vida en París
En vez de esperar, Grynszpan y sus padres decidieron que debía emigrar e ir a vivir con sus tíos, Abraham y Chawa Grynszpan, en París. Herschel Grynszpan consiguió un pasaporte polaco y un permiso de residencia alemán, con los que obtuvo permiso para abandonar Alemania en dirección a Bélgica, donde vivía otro tío suyo, Wolf Grynszpan. Las relaciones con su tío de Bélgica no eran muy buenas, por lo que en diciembre de 1936 entró en Francia de forma ilegal con ayuda de sus familiares. No tenía posibilidad de entrar en Francia de forma legal, ya que se le exigía demostrar que tenía medios para mantenerse y en Alemania no se permitía a los judíos sacar dinero del país. Grynszpan, que era pequeño, solo 1,54 m de estatura y pesaba unos 45 kg, llegó a París enfermo, con dolores de estómago y vómitos frecuentes.[cita requerida]
En París, Grynszpan se instaló en una pequeña comunidad yídica de judíos ortodoxos polacos, tratando a pocas personas fuera de ese círculo, por lo que aprendió sólo unas pocas palabras de francés. Pasó los dos siguientes años intentando conseguir sin éxito la residencia legal en Francia, sin la que no podía estudiar o trabajar de forma legal. Su permiso de vuelta a Alemania expiró en abril de 1937 y su pasaporte polaco en 1938, dejándolo sin papeles válidos.[cita requerida]
En julio de 1938, la prefectura de policía decidió que Grynszpan no tenía base para solicitar su estancia en Francia, y en agosto de 1938 le ordenó abandonar el país. Sus intentos por volver a Hanóver con su familia habían fracasado por la negativa de la policía alemana de permitirle la entrada en el país. En marzo de 1938, Polonia promulgó una ley que le quitaba la ciudadanía polaca a todos los ciudadanos que hubieran vivido durante cinco años continuos en el extranjero: la ley estaba explícitamente diseñada para evitar que los 70.000 judíos que vivían en Alemania y Austria volviesen a Polonia. Así pues, ese camino también estaba cerrado; de todas formas, solo los abuelos, a quienes Grynszpan no conocía, vivían todavía allí. De forma que continuó viviendo en París de forma ilegal. Estuvo activo en los círculos de emigrados polacos y fue miembro del movimiento juvenil Tsukunft de la Federación General Judía del Trabajo en Polonia.[cita requerida]
Entre tanto, la situación de la familia Grynszpan en Hanóver se hacía cada vez más difícil. El negocio de Sendel estaba en declive y Berta y Marcus perdieron sus puestos de trabajo. En agosto de 1938 las autoridades alemanas anunciaron que todos los permisos de residencia de extranjeros eran cancelados y tendrían que ser renovados: era obvio que los judíos no podrían renovar sus permisos. Polonia contestó que no iba a aceptar a los judíos de origen polaco, que ya no serían considerados ciudadanos del país a partir de finales de octubre. El 26 de octubre, antes de que finalizara el plazo fijado, se ordenó a la Gestapo que detuviese y deportase inmediatamente a los judíos polacos de Alemania.[cita requerida]
Los Grynszpan estaban entre los aproximadamente 12.000 judíos polacos arrestados, a quienes se les expropiaron todas sus propiedades y fueron subidos en masa a trenes con destino a Polonia. Cuando llegaron a la frontera, se les obligó a caminar dos kilómetros hasta el pueblo fronterizo de Zbąszyń (en alemán, Bentschen). Allí, Polonia se negó a admitirlos. Los Grynszpan y miles de otros judíos polacos deportados fueron abandonados en la frontera, alimentados solo de forma intermitente por la Cruz Roja polaca y por algunas organizaciones de caridad judías. Desde Zbąszyn, Berta Grynszpan envió una postal a Herschel, en París, contándole lo que había pasado y pidiéndole que los rescatara y consiguiera su emigración a Estados Unidos, algo completamente fuera de las posibilidades de Herschel.[cita requerida]

## Atentado
Los periódicos europeos, entre ellos los de París, habían estado siguiendo la expulsión de los judíos. La postal, enviada el 31 de octubre, llegó a manos de Grynszpan el 3 de noviembre, un jueves. El 6 de noviembre, pasado el sabbat y el fin de semana, Grynszpan pidió a su tío que les enviara dinero a sus padres. Pero Abraham quería esperar el desarrollo de los acontecimientos, ya que, por una parte, era prácticamente imposible enviarle dinero a un judío en Alemania y, por la otra, era ilegal y, por último, no estaba claro dónde se encontraban exactamente los Grzynspan. Hubo una discusión, durante la cual Grzynspan abandonó la familia de su tío, obteniendo 300 francos. Grzynspan durmió en un hotel barato y escribió una carta de despedida a sus padres, que se guardó en el bolsillo.

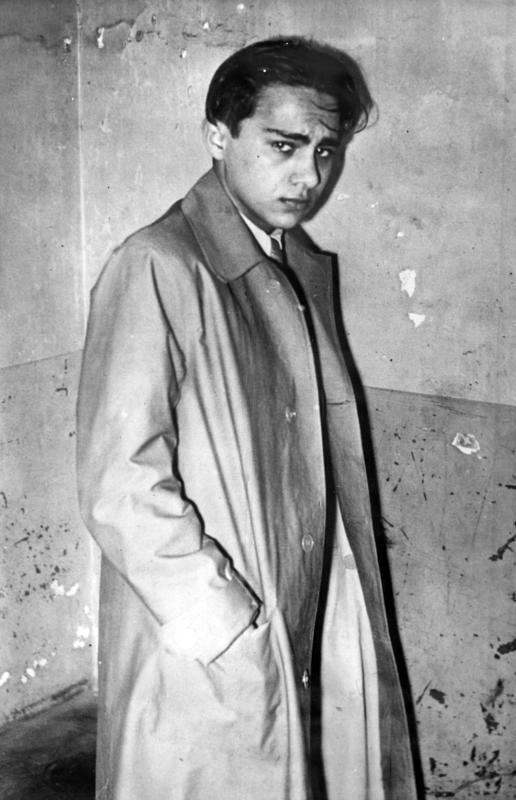
Herschel Feibel Grynszpan, tras su detención por la policía francesa.

El 7 de noviembre de 1938 compró por 235 francos un revólver en una tienda de armas. Posteriormente se dirigió a la embajada alemana y pidió ver a un funcionario, sin nombrar a nadie en concreto. Fue recibido por el secretario del embajador Ernst vom Rath, el funcionario más joven de los dos que se encontraban en ese momento de servicio. Grynszpan le disparó de inmediato cinco veces y lo hirió de tal gravedad que vom Rath murió dos días después.
Grynszpan no intentó huir ni se resistió a ser detenido, identificándose de forma correcta a la policía francesa. Según el protocolo de la policía francesa, Grynszpan, antes de disparar, insultó a vom Rath como un sale boche ("sucio alemán") y gritó que actuaba en nombre de los 12.000 judíos perseguidos. De forma similar se expresó en la carta de despedida a sus padres que llevaba con él: su corazón sangró cuando oyó el destino de su familia y debe protestar, de forma que el mundo lo oiga. Grynszpan no huyó, sino que se dejó detener y justificó, incluso delante del juez instructor francés, su acción de forma consistente. Debido a que Grynszpan era menor de edad en ese momento, fue enviado a la cárcel juvenil de Fresnes, cerca de París.
El atentado fue recibido de forma negativa por gran parte de la comunidad judía, también en Francia, en parte por temor a que sería usado por los nazis como excusa para realizar «venganzas», como confirmarían los hechos posteriores. Las organizaciones judías estaban horrorizadas por la acción de Grynszpan y la condenaron con mayor insistencia que los liberales no judíos, mientras que repetían las circunstancias atenuantes y condenaban que se convirtieran en víctimas todos los judíos por el acto de un individuo aislado. El Congreso Mundial Judío «deploró el disparo fatal a un funcionario de la embajada alemana por un joven judío polaco de diecisiete años», pero protestó «enérgicamente contra los violentos ataques de la prensa alemana contra todo el judaísmo como consecuencia de este acto» y especialmente contra las «represalias tomadas contra los judíos». La Alianza Israelita Universal en Francia «rechazó toda forma de violencia, independientemente del autor o la víctima», pero «protestó de forma indignada el bárbaro tratamiento recibido por toda una población inocente.» Se trató de presentar a Grynszpan como un loco, una actitud que se mantendría por mucho tiempo, como demuestran escritos de Hannah Arendt, que todavía adopta esa postura en su libro Eichmann en Jerusalén de 1963.

## Consecuencias

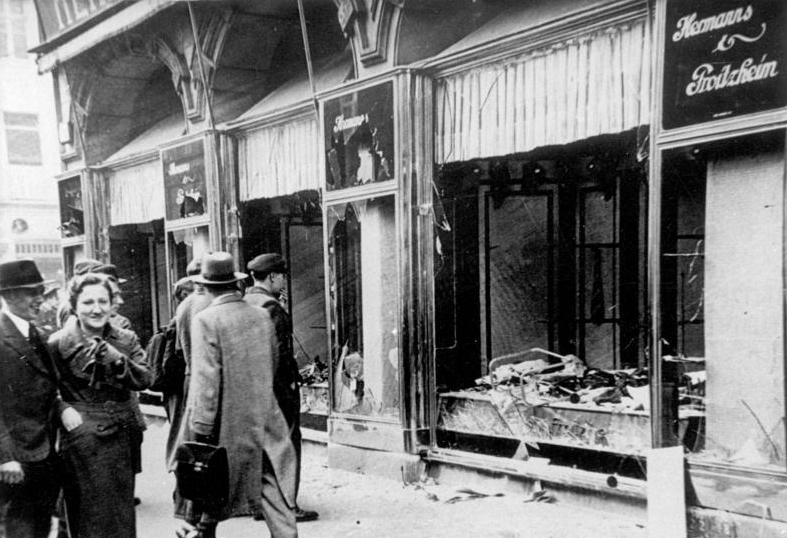
Tienda judía en la mañana posterior a la Noche de los cristales rotos en Magdeburgo.

A pesar de los mejores cuidados que podían prestar médicos franceses y alemanes, incluyendo el médico personal de Hitler, Karl Brandt, Ernst vom Rath murió el 9 de noviembre. El 17 de noviembre, se realizó un funeral oficial en Düsseldorf, al que asistieron el mismo Hitler y el ministro de Asuntos Exteriores Joachim von Ribbentrop, acontecimiento al que se le dio mucha publicidad. En la oración fúnebre, von Ribbentrop describió el tiroteo como un ataque de los judíos al pueblo alemán: «Entendemos el desafío y lo aceptamos.» Sin embargo, el asesinato de von Rath ya había tenido, por entonces, consecuencias terribles para la gente que Grynszpan trataba de ayudar: los judíos alemanes.
El día en que murió vom Rath era el 15 aniversario del Putsch de Múnich de 1923, el Tag der Bewegung («Día del movimiento»): la celebración más importante del calendario nazi. Esa tarde, el ministro de propaganda Joseph Goebbels, tras consultarlo con Hitler, pronunció un discurso incendiario en la cervecería Bürgerbräukeller en Múnich, donde el Putsch había sido organizado, delante de una multitud de veteranos nazis de toda Alemania. Afirmó que no sería sorprendente que los alemanes estuviesen tan indignados por el asesinato de un diplomático alemán por un judío, que tomaran la ley por su mano y atacasen a los negocios, centros comunales y sinagogas judíos. Estos «ataques espontáneos», dijo, no debían ser organizados abiertamente por el Partido nazi o las SA, pero que ninguno de los dos debía oponerse o prevenirlo.
Los líderes nazis reunidos no necesitaron más indicaciones. En unas pocas horas, los militantes nazis lanzaron un pogrom masivo contra las comunidades judías en toda Alemania, conocido como la Noche de los cristales rotos, que se desarrolló durante toda la noche e incluso hasta el día siguiente. Más de 90 personas fueron asesinadas y más de 30.000 judíos arrestados y enviados a campos de concentración, donde más de 1000 murieron por los maltratos recibidos, antes de que fueran liberados tras unos meses. Miles de tiendas judías, casas y oficinas, y más de 200 sinagogas fueron destruidas o quemadas. Más de 1000 millones de reichsmark en daños fueron declarados, que no pudieron ser cobrados de sus seguros por los judíos. Estos acontecimientos chocaron y horrorizaron a la opinión mundial, ayudando a acabar con el apoyo a la política de apaciguamiento en Gran Bretaña, Francia y Los Estados Unidos. También provocaron una nueva ola de emigración judía de Alemania.
Grynszpan estaba angustiado por las consecuencias tan violentas de su acción. Paradójicamente, su propia familia, al haber sido deportada a la frontera polaca, estuvo a salvo de estos ataques antisemitas. De hecho, el asesinato de vom Rath no fue más que un pretexto para lanzar el pogromo. El Gobierno nazi había estado planeando durante algún tiempo llevar la violencia contra los judíos a un nuevo nivel y habían esperado el pretexto adecuado. Eric Johnson señala que en el año que precedió a la Noche de los cristales rotos, los nazis «habían entrado en una nueva fase radical de actividad antisemita». Un líder judío en Palestina escribió en febrero de 1938 que, de acuerdo «a una fuente privada muy fiable —una que puede ser seguida hasta los escalones más altos de la jefatura de las SS—, existe una voluntad de llevar en Alemania un programa real y dramático a gran escala en el futuro próximo.»

## La defensa de Grynszpan
La muerte de vom Rath y los pogromos de la Noche de los cristales rotos consiguieron que Grynszpan se hiciese famoso en todo el mundo. El 14 de noviembre, Dorothy Thompson, que en 1934 se convirtió en la primera periodista estadounidense en ser expulsada de Alemania por los nazis, emitió por radio un apasionado discurso en defensa de Grynszpan que fue seguido por unos 5 millones de oyentes, señalando que los mismos nazis habían convertido en héroes a los asesinos del canciller austriaco Engelbert Dollfuss y del ministro de Asuntos Exteriores alemán Walther Rathenau. 

I am speaking of this boy [she said]. Soon he will go on trial. The news is that on top of all this terror, this horror, one more must pay. They say he will go to the guillotine, without a trial by jury, with the rights that any common murderer has [...] Who is on trial in this case? I say we are all on trial. I say the men of Munich are on trial, who signed a pact without one word of protection for helpless minorities. Whether Herschel Grynszpan lives or not won't matter much to Herschel. He was prepared to die when he fired those shots. His young life was already ruined. Since then, his heart has been broken into bits by the results of his deed.
They say a man is entitled to a trial by a jury of his peers, and a man's kinsmen rally around him, when he is in trouble. But no kinsman of Herschel's can defend him. The Nazi government has announced that if any Jews, anywhere in the world, protest at anything that is happening, further oppressive measures will be taken. They are holding every Jew in Germany as a hostage. Therefore, we who are not Jews must speak, speak our sorrow and indignation and disgust in so many voices that they will be heard. This boy has become a symbol, and the responsibility for his deed must be shared by those who caused it.
Estoy hablando de este chico. Pronto será juzgado. La noticia es que además de todo este terror, este horror, uno más debe pagar. Dicen que irá a la guillotina, sin juicio por jurado, con los derechos que tiene un asesino común [...] ¿Quién está siendo juzgado en este caso? Yo digo que estamos todos siendo juzgados. Yo digo que los hombres de Múnich están siendo juzgados, los que firmaron un pacto que no contiene ni una sola palabra sobre la protección de las minorías desvalidas. Si Herschel Grynszpan vive o no, no importará mucho a Herschel. Él estaba preparado para morir cuando disparó esos tiros. Su joven vida ya estaba arruinada. Desde entonces, su corazón ha sido roto en pedazos por los resultados de sus actos.
Dicen que un hombre tiene derecho a un juicio de sus iguales y sus allegados a su alrededor cuando está en dificultades. Pero ningún pariente de Herschel lo puede defender. El Gobierno nazi ha anunciado que si cualquier judío, en cualquier parte del mundo, protesta contra lo que está pasando, se tomarán más medidas contra los judíos. Han tomado a todos y cada uno de los judíos de Alemania como rehenes. Por lo tanto, nosotros, que no somos judíos, debemos hablar, expresar nuestra pena e indignación y asco con tantas voces para que sean oídas. Este muchacho se ha convertido en un símbolo, y la responsabilidad por sus actos debe ser compartida por aquellos que lo causaron.

Muchos columnistas de periódicos liberales y de izquierdas en numerosos países tenían opiniones similares a las de Thompson. Mientras lamentaban el asesinato, argumentaban que Grynszpan había sido impulsado al acto debido a la persecución de los judíos alemanes y particularmente de su familia. Se realizaron varios llamamientos para reunir dinero para la defensa de Grynszpan. En Estados Unidos, Thompson lanzó una campaña que consiguió reunir más de 40.000$ en unas pocas semanas: se pidió a los judíos que no donasen, para que los nazis no pudiesen atribuir la defensa de Grynszpan a una conspiración judía. Organizaciones judías también reunieron dinero.
Inmediatamente después del asesinato, dos abogados judíos parisinos, Szwarc y Vésinne-Larue, fueron contratados por la familia Grynszpan. Una vez que el caso alcanzó notoriedad internacional, fueron reemplazados por uno de los mejores abogados de París, Vincent de Moro-Giafferi, un corso que defendió en la década de 1920 al "Barba Azul de Gambais" Henri Desire Landru, Moro-Giafferi era además un importante activista contrario al fascismo y anterior ministro de educación del partido Radical y Radical Socialista de Édouard Herriot. Moro-Giafferri contrató a un abogado que hablaba yidis, Serge Weill-Goudchaux, como enlace con Grynszpan y su familia. Ambos abogados fueron pagados por el fondo creado para ese propósito por Dorothy Thompson.
Hasta la llegada de Moro-Giafferi, todo el mundo había aceptado que Grynszpan fue a la embajada furioso y disparó al primer alemán que vio, como un acto político para vengar la persecución de su familia y de los judíos alemanes en general. Las declaraciones de Grynszpan a la policía francesa tras su arresto apoyaban esta suposición: «Ser judío no es un crimen. No soy un perro. Tengo derecho a vivir y los judíos tienen un derecho a existir en la tierra. Dondequiera que he estado, me han perseguido como a un perro». Sin embargo, Moro-Giafferi creía que si se permitía a Grynszpan declarar ante el juez que había disparado por tales motivos, esto le llevaría sin duda a la guillotina, a pesar de ser menor, ya que la ley francesa tenía disposiciones muy severas contra el asesinato político. Si, por otra parte, se podía demostrar que el crimen no tenía motivación política, podía llegarse incluso a la absolución o por lo menos a una pena menor. La estrategia era «despolitizar» las acciones de Grynszpan.

## El proceso judicial en Francia
Las autoridades francesas iniciaron un proceso judicial contra Grynszpan; también la parte alemana se preparó para el juicio. Goebbels nombró el 8 de noviembre al experto en trabajos propagandísticos difíciles y asesor jurídico del Reich, el jurista Friedrich Grimm, como representante alemán que debía proteger los intereses del III Reich en el asunto del atentado. El 11 de noviembre de 1938, Goebbels inició los encuentros de un grupo de planificación en el Ministerio de Propaganda bajo la dirección del asesor gubernamental Wolfgang Diewerge. Lo componían representantes del Ministerio de Exteriores, la NSDAP/AO (la organización de relaciones exteriores del partido nazi) y Friedrich Grimm. Grimm informó que no se debía esperar una extradición de Grynszpan y que el proceso se celebraría en cualquier caso en Francia. En la reunión se decidió que Grimm debía influenciar el proceso y representar los intereses de los padres y del hermano de vom Rath. Eso solo podía funcionar colaborando con abogados franceses, cuya selección fue encargada a Grimm. 
Goebbels se implicó en el asunto porque quería convertir el proceso en una batalla propagandística a favor de Alemania. Se debía demostrar que una confabulación judía mundial estaba en guerra contra Alemania y había organizado el atentado. La política antisemita alemana debía ser presentada como una defensa al ataque de los judíos. Así, tanto en Alemania como en el extranjero debía conseguirse la comprensión por los acontecimientos de la Noche de los cristales rotos y la posterior persecución de los judíos europeos. Grynszpan debía ser presentado como un instrumento de la «conspiración judía». La conspiración también estaría detrás de la prensa democrática liberal francesa, que habría indoctrinado al joven Grynszpan. Con el atentado, según la propaganda nazi, se habría querido perjudicar asimismo las relaciones germano-francesas, que en ese momento eran tensas: los Acuerdos de Múnich no tenían más de cuatro meses. Grimm fue inmediatamente a París. Allí se le indicó que el defensor de Grynszpan, Vincent de Moro-Giafferi, de la Liga Contra el Antisemitismo francesa, perteneciente a la Liga Internacional Contra el Antisemitismo (LICA), tenía intención de traer a los padres de Grynszpan desde Polonia para que declararan en el proceso sobre las acciones antisemitas alemanas. Grimm presionó en Polonia, de forma que el Gobierno polaco, él mismo antisemita, prohibió la salida del país del matrimonio. Grimm viajó constantemente entre Francia y Alemania e influyó en la preparación del proceso.
El comienzo del proceso se retrasó hasta la invasión alemana de Polonia el 1 de septiembre de 1939, lo que generó una situación completamente nueva. Debido al cambio del clima en la población en contra de Alemania, la justicia francesa habría liberado a Grysnzpan, sobre todo teniendo en cuenta que Alemania estaba en guerra con Francia y no podía participar en el juicio. Grimm fue encargado desde el Ministerio de Propaganda de manipular el juicio desde un país neutral. Con este encargo, Grimm se dirigió durante la Guerra falsa por unos meses a la embajada alemana en Berna y entró en contacto a través de Suiza y el abogado Guinand con las autoridades judiciales francesas. Para ello llegó a nombrársele Cónsul General del Reich. Grimm consiguió, a pesar del estado de guerra, un visado para el abogado en el consulado general francés en Berna. El abogado Guinand fue incluso recibido por el viceministro de Justicia por orden del ministro de Justicia Bonnet, que no pudo hacerlo personalmente. El resultado de esas negociaciones fue que el proceso fue pospuesto de forma indefinida, pero Grynszpan permaneció en la cárcel.

## La hipótesis del crimen pasional homosexual
La hipótesis convierte el asesinato en un crimen pasional, en el que Grynszpan habría conocido a vom Rath antes de los disparos y que la víctima no habría sido elegida al azar. De acuerdo con esta versión de los hechos, vom Rath era homosexual y habría conocido a Grynszpan en el bar "Le Boeuf sur le Toit", en París. No está claro si esta versión de los hechos afirma que Grynszpan mismo era homosexual o si solo estaba usando su juventud y apariencia para conseguir un amigo con influencias. Así, vom Rath habría prometido a Grynszpan usar sus influencias para conseguir que se regularizasen sus papeles en Francia. Cuando vom Rath se echó atrás, Grynszpan fue a la embajada y le disparó.
Apoyando esta teoría, Hans-Jürgen Döscher, uno de los principales historiadores alemanes que estudian esta época y autor del libro Reichskristallnacht, publicó en 2001 documentos que apoyaban la teoría de que Grynszpan y vom Rath habrían tenido relaciones. Döscher citaba extractos del diario de André Gide, autor gay y bien informado sobre los rumores parisinos sobre gays. Vom Rath, escribió Gide, «tenía una relación extremadamente íntima con el pequeño judío, su asesino». Más adelante Gide afirma: «la idea de que un representante tan respetado del Tercer Reich pecara por dos veces de acuerdo a las leyes de su país es bastante divertida».
Existen varios argumentos contra esta teoría. Primero, no existen evidencias, aparte de rumores de segunda mano del tipo recogido por Gide, de que ambos se hubiesen encontrado anteriormente. Los funcionarios de la embajada alemana fueron muy claros afirmando que Grynszpan no había preguntado por Vom Rath y que se dirigió a Vom Rath solo porque daba la casualidad de ser el funcionario en funciones en el momento de la visita a la embajada, siendo el administrativo quien pidió a Vom Rath que viese a Grynszpan. Durante su detención en el campo de concentración de Sachsenhausen, en 1941, Grynszpan contó a sus compañeros de detención que, aunque trataría de afirmar que tenía relaciones sexuales con Vom Rath durante el juicio, de hecho, no era cierto.
La mayoría de los autores de la posguerra, incluyendo Ron Roizen, el historiador francés Alain Cuenot y el estudioso estadounidense Gerald Schwab, mantienen que Moro-Giafferi se inventó la historia de la relación homosexual con Vom Rath tras el asesinato, para ayudar en la defensa de Grynszpan. Michael Marrus escribió:

The origin of the story of homosexuality was the defendant's French attorney, Maitre Moro-Giafferi. He claimed in 1947 that he simply invented the story as a possible line of defense, one that would put the affair in an entirely new light. In fact, however, rumors about vom Rath's homosexuality were in the air in Paris immediately after the assassination. Whatever the origins of the story, its utility was obvious: the murder could be presented not as a political act but as a cause passionelle - a lover's quarrel, in which the German diplomat could be judged incidentally as having seduced a minor. Moro-Giafferi shared the fears of the Grynszpan committee at the time of Kristallnacht that a political trial would be a catastrophe for the Jews of Germany and elsewhere. By adopting this legal strategy, they hope to defuse the affair and also reduce the penalty drastically, possible even prompting a suspended sentence.
El origen de la historia de la homosexualidad fue el abogado defensor francés, Maitre Moro-Giafferi. Afirmó en 1947 que simplemente se había inventado la historia como una posible línea de defensa, una que colocaría el asunto bajo una nueva perspectiva. De hecho, sin embargo, los rumores de la homosexualidad de Vom Rath estaban por todas partes en París tras el asesinato. Fueran cuales fueran los orígenes de la historia, su utilidad era obvia: el asesinato podía ser presentado no como un acto político, sino como un asunto pasional - una riña entre amantes, en la que el diplomático alemán podría ser juzgado por seducir a un menor. Moro-Giafferi se refirió a sus temores del comité Grynszpan de que un juicio político durante la época de la Noche de los cristales rotos se convertiría en una catástrofe para los judíos alemanes y del resto del mundo. Adoptando esta estrategia legal, esperaban quitar importancia al asunto y reducir la pena considerablemente, posiblemente llevando incluso a la suspensión de la sentencia.
Michael Marrus

Gerald Schwab presenta más indicios en forma de una carta enviada al hermano de Ernst vom Rath en 1964 por Erich Wollenburg, un exiliado comunista alemán, que afirmaba ser un colaborador de Moro-Giafferi:

One day, and unless I am mistaken it was in the spring of 1939, I met Moro-Giafferi on Boulevard St. Michel, and I asked him for news of Grunspahn (sic) for whom he was the defence lawyer.  He had just come from visiting him in his cell, and was revolted by the attitude of his client. "That young man is a fool, infatuated with himself," he said. "He refuses to give a non-political character to his act by saying for example that he assassinated vom Rath because he had had money quarrels with him following homosexual relations. Yet, such an attitude in regard to the murder of vom Rath is necessary, in order to save the Jews of the Third Reich, whose lives are becoming more and more precarious in regard to the prosperity, their health, their futures, etc. If only... he would deny the political motives of his crime, and assert that he had only personal vengeance in mind, vengeance as a victim of homosexuality, the Nazis would lose their best pretext for exercising their reprisals against the German Jews who are victims of his fit of madness and now, of his obstinacy." I asked him if Grunspahn really had had relations with vom Rath. He replied, "Absolutely not!" I said to him then, "But as a defender of Gruhnspahn shouldn't you protect not only the interests of your client, but his honour as well?" It was at that moment that Moro-Giafferi exclaimed, "Honour! Honour! What is the honour of that absurd little Jew in the face of the criminal action of Hitler? What does the honour of Grunspahn weigh in the face of the destiny of thousands of Jews?"
Un día, y si no me equivoco fue en la primavera de 1939, me encontré con Moro-Giafferi en el Boulevard St. Michel y le pregunté por noticias sobre Grunspahn (sic), de quien era abogado defensor. Acababa de llegar de visitarlo en su celda y estaba indignado por la actitud de su cliente. «Ese joven hombre es un idiota, encaprichado de sí mismo», dijo. «Se niega a darle un carácter no político a su acto diciendo, por ejemplo, que había asesinado a vom Rath porque tenía cuestiones de dinero tras una relación homosexual. Sin embargo, tal actitud es necesaria con respecto al asesinato de vom Rath, para salvar a los judíos del Tercer Reich, cuyas vidas son cada vez más precarias en cuanto a su prosperidad, su salud, su futuro, etc. Si solo... negase los motivos políticos de su crimen y afirmase que solo tenía venganza personal en mente, venganza como víctima de la homosexualidad, los nazis perderían su mejor pretexto para ejercer sus represalias contra los judíos alemanes, que son víctimas de su locura momentánea y ahora de su obtinación.» Le pregunté si Grunspahn realmente había tenido relaciones con vom Rath. Respondió: «¡Absolutamente no!» Entonces le dije, «¿Pero, como defensor de Gruhnspahn, deberías proteger no solamente los intereses de tu cliente, sino también su honor?» Fue en ese momento que Moro-Giafferi exclamó: «¡Honor! ¡Honor! ¿Qué es el honor de ese pequeño judío comparado con las acciones criminales de Hitler? ¿Qué peso tiene el honor de Grunspahn frente al destino de miles de judíos?»
Op. cit. Schwab

## Extradición a Alemania
Grynszpan permaneció en la cárcel de Fresnes, en París, de noviembre de 1938 a junio de 1940. Grynszpan incluso solicitó entrar en la Legión Extranjera francesa, pero las autoridades negaron el permiso. Mientras las tropas alemanas se acercaban a París en mayo de 1940, Grynszpan seguía en la cárcel. A principios de junio los presos parisinos fueron enviados al sur y Grynszpan fue trasladado primero a Orleans, de donde fue enviado a la prisión de Bourges. De camino, el convoy fue atacado por aviones alemanes. Algunos prisioneros murieron, mientras que otros huyeron en la confusión. Al parecer, uno de los escapados fue Grynszpan, ya que no estaba entre los supervivientes que llegaron a Bourges. Finalmente parece que solo había sido olvidado y fue a pie hasta Bourges, donde se entregó a la policía. De Bourges fue trasladado por su cuenta a Toulouse. Probablemente las autoridades esperaban que desapareciese, pero se presentó en la prisión de Toulouse y fue encarcelado. Grynszpan no tenía dinero, no conocía a nadie en Francia y apenas hablaba francés. Posiblemente pensaba que estaría más seguro en una prisión francesa que deambulando por la campiña.
Sin embargo, los nazis le habían seguido la pista. Friedrich Grimm y el SS Sturmbannführer Karl Bömelburg llegaron a París el 15 de junio con órdenes de encontrar a Grynszpan. Siguieron la pista hasta Orleans, luego a Bourges, donde les informaron que había sido enviado a Toulouse, que estaba en la Zona Libre bajo la autoridad del Gobierno de Vichy. Francia se había rendido el 22 de junio, y uno de los términos del armisticio daba a los alemanes el derecho a reclamar a todos los «alemanes nombrados por el gobierno alemán» a las autoridades de ocupación alemanas. A pesar de que Grynszpan no era ciudadano alemán, Alemania había sido su último lugar de residencia legal, y las autoridades de Vichy no pusieron trabas a la demanda formal de Grimm de que le entregaran el prisionero. El 18 de julio, Grynszpan fue entregado a Bömelburg en la frontera de la Zona Ocupada con la Libre. Fue llevado de vuelta a París en coche y después en avión a Berlín y lo encerraron en la central de la Gestapo en la Prinz-Albrecht-Strasse.

## El proceso judicial en Alemania
Grynszpan pasó el resto de sus días en custodia alemana, entre la prisión de Moabit en Berlín y los campos de concentración de Sachsenhausen y Flossenbürg. En Sachsenhausen se le alojó en el «búnker» reservado a «prisioneros especiales», que compartía con el canciller de Austria, Kurt Schuschnigg. Recibió un tratamiento comparativamente benigno, ya que Goebbels pretendía usarlo para hacer un juicio propagandístico, para probar la complicidad del «judaísmo internacional» en el asesinato de Vom Rath. Grimm y un funcionario del ministerio de Goebbels, Wolfgang Diewerge, estuvieron a cargo de los preparativos, usando los informes que habían confiscado en las oficinas de Moro-Giafferi en París (Moro-Giafferi había huido a Suiza).
Sin embargo, Goebbels se encontró con que era tan difícil juzgar a Grynszpan en Alemania como lo había sido en Francia. El poder político nazi era incuestionable, pero la burocracia estatal mantenía su independencia en muchas áreas. El ministerio de Justicia, todavía lleno de abogados preocupados por cumplir la letra de la ley, argumentaban de forma correcta que, no siendo ciudadano alemán, no podía ser juzgado en Alemania por un asesinato cometido en el extranjero. Además, por ser menor en el momento del delito, no se le podía condenar a muerte. Estas discusiones se extendieron durante todo 1940, hasta 1941.
La solución fue acusar a Grynszpan de traición, por la que podía ser juzgado de forma legal y ejecutado si se le declaraba culpable. Llevó algún tiempo persuadir a todos los implicados de la «legalidad» de esta táctica y no fue acusado formalmente hasta octubre de 1941. La acusación razonaba que el objetivo de Grynszpan al disparar a Vom Rath había sido «evitar, a través de la fuerza de las amenazas, que el Führer y Canciller realizase sus funciones constitucionales» a instancias del judaísmo internacional. En noviembre, Goebbels habló con Hitler y consiguió la aprobación para un juicio público que pondría contra las cuerdas a la «judería internacional». El juicio fue planeado para enero de 1942. Se tomaron medidas para que el antiguo ministro de Exteriores francés, Georges Bonnet, testificase que el «judaísmo internacional» había sido responsable de arrastrar a Francia a una guerra con Alemania. Este era el objetivo político del juicio.
En enero de 1942, sin embargo, el juicio no se celebró. Esto fue en parte debido a los acontecimientos de la guerra. Los Estados Unidos habían entrado en la guerra en diciembre, el mismo mes en que los ejércitos alemanes habían sufrido importantes derrotas en el frente oriental cerca de Moscú. En febrero, el juicio de Riom de Léon Blum y otros políticos franceses iba a comenzar y Goebbels no quería los dos juicios a la vez. El retraso en parte también fue por más problemas legales. Se temía que Grynszpan cuestionase la legalidad de su deportación de Francia, que los funcionarios del Ministerio de Justicia sentían como «irregular». Pero lo más alarmante fue la revelación de que Grynszpan iba a afirmar que había disparado a Vom Rath porque había tenido relaciones homosexuales con él. Esto fue comunicado el 22 de enero a Grimm, Diewerge y otros funcionarios por Roland Freisler, más tarde Presidente del Tribunal Popular o Corte del Pueblo, pero en ese momento secretario de Estado del ministerio de Justicia. Al parecer, Grynszpan, que había rechazado la idea cuando Moro-Giafferi se la propuso en 1938, había decidido que merecía la pena intentarlo. Había contado a uno de los interrogadores de la Gestapo, el Dr. Heinrich Jagusch, que tenía intención de usar esa defensa desde por lo menos mediados de 1941, pero que el Ministerio de Justicia no había informado a Goebbels, que estaba furioso. Escribió en su diario:

Grynszpan se ha inventado un argumento insolente de que tenía una relación homosexual con [...] Vom Rath. Eso es por supuesto una mentira desvergonzada; no obstante, es una idea muy inteligente y se convertiría, si se sacase a la luz en un juicio público, en el principal argumento de la propaganda enemiga.
Goebbels

En marzo, Goebbels estuvo de nuevo con Hitler y le aseguró que el juicio comenzaría en mayo. Sin embargo, no le avisó de la posibilidad de que Grynszpan afirmase haber tenido relaciones homosexuales con Vom Rath. En abril todavía estaba lidiando con el problema. Escribió:

Estoy teniendo mucho trabajo con la preparación del juicio de Grynszpan. El Ministerio de Justicia ha considerado correcto darle al acusado, el judío Grynszpan, el argumento del artículo 175 [la ley alemana contra la sodomía]. Grynszpan había afirmado hasta el momento, y de forma correcta, que ni siquiera conocía al consejero de la embajada al que disparó. Ahora existe algún tipo de carta anónima de un refugiado judío que deja abierta la posibilidad de una relación homosexual entre Grynszpan y Vom Rath. Es una afirmación absurda, típicamente judía. El Ministerio de Justicia, sin embargo, no ha dudado en incorporar esa afirmación en la acusación y enviarla al acusado. Es muestra de nuevo de qué forma más estúpida han actuado los expertos legales en este caso y qué miope es dejar en manos de juristas cualquier asunto político.
Goebbels

El 10 de abril, el ministro de Justicia en funciones, Franz Schlegelberger, escribió a Goebbels preguntándole si Hitler, cuando autorizó el juicio, estaba informado del plan de Grynszpan de usar la «defensa homosexual». El asunto que molestaba al Ministerio de Justicia no era la afirmación de que Vom Rath había tenido relaciones sexuales con Grynszpan -que sabían que era mentira; de hecho, sabían que Grynszpan había contado a algunos compañeros de prisión en Sachsenhausen que era falso. El problema era su creencia de que Vom Rath había sido efectivamente homosexual, que Grynszpan lo sabía (los detalles le habrían sido dados por Moro-Giafferi en París) y que los revelaría en el juicio. Esto pondría en un aprieto tanto a la familia Vom Rath, como al Ministerio de Exteriores. También se supo que el hermano de Vom Rath, Gustav, había estado en prisión por homosexualidad.

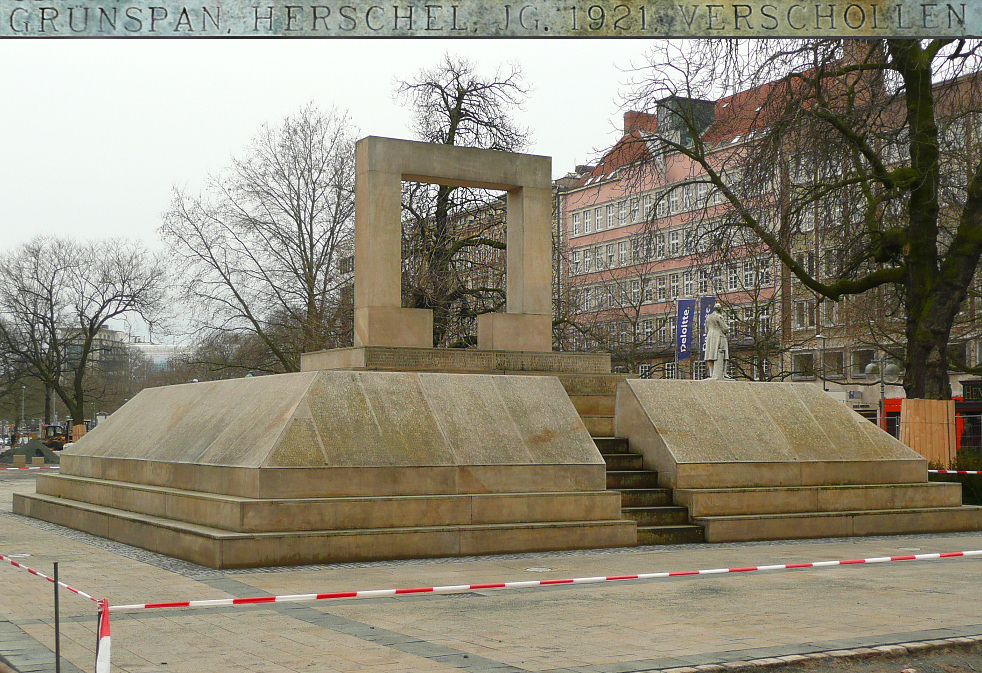
Monumento a los judíos de Hanóver deportados. En la parte superior, en un fotomontaje, el nombre de Herschel Grynszpan grabado en el monumento.

Poco después, se informó a Hitler del problema -no está claro por quien, pero es probable que el asunto llegase a sus oídos a través de Martin Bormann, jefe de la Cancillería del Partido y secretario privado de Hitler, que creyó su deber informar a Hitler de que Goebbels no le había contado toda la verdad sobre el caso Grynszpan. Es probable que no fuera una coincidencia que el juicio de Riom fuese anulado el 4 de abril, después de que Blum y otros acusados usaran la plataforma para atacar al régimen de Vichy. Es probable que el hecho influyese en Hitler para que se decidiese en contra de otro arriesgado juicio público. En cualquier caso, a comienzos de mayo de 1942 estaba claro que Hitler no favorecía un juicio. El asunto fue tratado de forma intermitente en los siguientes meses, pero sin la aprobación de Hitler no se podía progresar. Reconociendo este hecho, Grynszpan fue trasladado en septiembre a la cárcel de Magdeburgo.
Se desconoce el destino de Grynszpan tras septiembre de 1942. Puesto que su juicio nunca fue anulado de forma oficial, sino simplemente pospuesto indefinidamente, es posible que siguiera con vida para el caso de que cambiasen las circunstancias y se hiciese posible el juicio. Todavía estaba vivo a finales de 1943 o principios de 1944, cuando fue interrogado por Adolf Eichmann en la central de la Gestapo en Berlín. Ron Roisen informa sobre rumores de que todavía estaba vivo en la prisión de Magdeburgo en enero de 1945, pero no existen evidencias definitivas. Hubo rumores de que había sobrevivido la guerra y que estaba viviendo bajo otro nombre en París, pero tampoco existen pruebas. En 2016 apareció una foto realizada el 3 de julio de 1946 en un campo de desplazados en Bamberga, durante unas protestas realizadas por grupos de judíos contra la política británica de no dejarlos emigrar a Palestina. Christa Prokisch, jefa de archivistas del Museo Judío de Viena, descubrió casualmente la cara de Grynszpan entre las 27 fotos donadas al museo por Eliezer Breuer, enviado de Poalei Agudat Israel, que se encontraba allí en aquel momento. La identificación ha sido posteriormente confirmada por Armin Fuhrer, experto mundial en Grynszpan. La foto confirmaría que Grynszpan habría sobrevivido la Guerra, pero deja abierta la pregunta de cómo es posible que sobreviviera el Holocausto.
Fue declarado legalmente fallecido por el gobierno de Alemania Occidental en 1960. Sus padres, que lo habían enviado a la «seguridad» en París mientras ellos y sus otros hijos permanecían en Alemania, sobrevivieron la guerra. Habiendo sido deportados a Polonia, pudieron escapar en 1939 a la Unión Soviética. Tras la guerra, emigraron a Israel. Sendel Grynszpan, el padre de Herschel, asistió entre el público al estreno en 1952 del oratorio dedicado a Grynszpan, A Child of Our Time, de Sir Michael Tippett.